# Hubert Seiz
Hubert Seiz (né le 23 août 1960 à Arbon, dans le canton de Thurgovie) est un coureur cycliste suisse, professionnel de 1982 à 1989.

## Biographie
Amateur, Hubert Seiz participe aux Jeux olympiques de 1980 à Moscou. Il passe ensuite professionnel en 1982 au sein de l'équipe Cilo-Aufina. 
Il a notamment remporté une étape du Tour d'Italie et le championnat de Suisse sur route. 

## Palmarès

### Palmarès amateur
- 1977
  - Tour du Pays de Vaud

- 1978
  - Prix des Vins Henri Valloton
  - Martigny-Mauvoisin

- 1979
  - Malters-Schwarzberg
  - 2e du championnat de Suisse de la montagne

- 1980
  - Hegiberg-Rundfahrt

- 1981
  -  Champion de Suisse de la montagne
  - 2e étape du Tour de l'Avenir (contre-la-montre par équipes)
  - 3e du championnat de Suisse sur route amateurs

### Palmarès professionnel
| - 1982 - 2e du Championnat de Zurich - 3e du Grand Prix de Montauroux - 3e du Grand Prix de Cannes - 4e du Tour de Catalogne - 8e du Tour de Lombardie - 1983 - 7e étape du Tour de Suisse - 3e de la Flèche wallonne - 1984 - 2e du Championnat de Zurich - 2e du Championnat des Trois Nations (championnat de Suisse sur route) - 4e du Championnat du monde sur route | - 1985 - 4e étape du Tour d'Italie - 6e du Tour de Suisse - 10e du Tour de Romandie - 1986 - 7e étape du Grand Prix Guillaume Tell - Tour d'Émilie - 9e de Liège-Bastogne-Liège - 1988 - Champion de Suisse sur route |  |

## Résultats sur les grands tours

### Tour d'Italie
3 participations
- 1984 : 59e
- 1985 : abandon (10e étape), vainqueur de la 4e étape
- 1987 : 65e

### Tour de France
1 participation
- 1983 : abandon (18e étape)